# Corunca
Corunca (veraltet Coronca; ungarisch Koronka) ist eine Gemeinde im Kreis Mureș in der Region Siebenbürgen in Rumänien.

## Geographische Lage

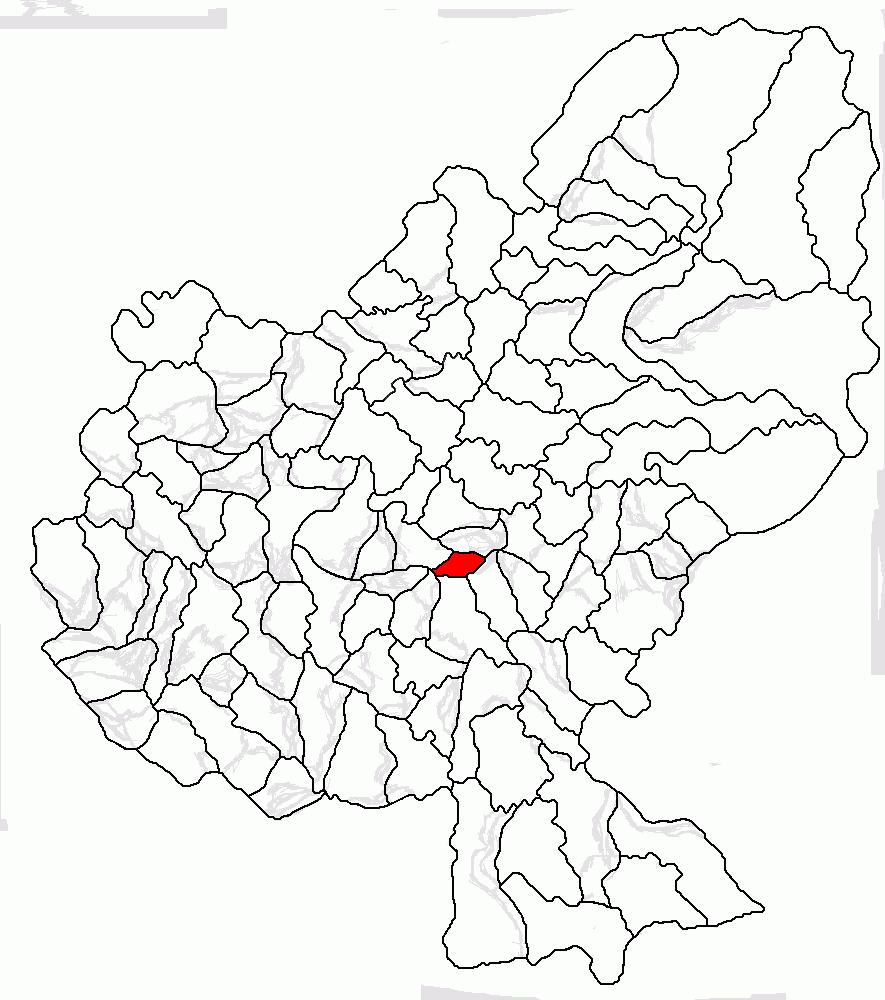
Lage der Gemeinde Corunca im Kreis Mureș

Die Gemeinde Corunca liegt im Mureș-Tal im Siebenbürgischen Becken nördlich des Kokel-Hochlands (Podișul Târnavelor). Im Zentrum des Kreises Mureș am Bach Pocloș, ein linker Zufluss des Mureș (Mieresch) und der Nationalstraße DN 13 – ein Abschnitt der Europastraße 60 – befindet sich der Ort Corunca vier Kilometer südöstlich von der Kreishauptstadt Târgu Mureș (Neumarkt am Mieresch) entfernt.

## Geschichte
Der Ort Corunca, ein Szeklerdorf, wurde 1332 erstmals urkundlich erwähnt. Im Mittelalter gehörte der Ort der ungarischen Adelsfamilie Mihályi und vom 17. bis ins 19. Jahrhundert der Adelsfamilie Tholdalagi. Einer der damaligen Grundbesitzer wurde 1660 in Sighișoara (Schäßburg) ermordet.
Im Verzeichnis historischer Denkmäler des Ministeriums für Kultur und nationales Erbe (Ministerul Culturii și Patrimoniului Național) wird neben dem Dorf Corunca, beim Bohrturm zur Gasförderung, eine Besiedlung des Areals in der Latènezeit vermerkt.
Archäologische Objekte auf dem von den Einheimischen genannten Areal Comori (ungarisch Kincses) und Ernea mică (Kisernye) des eingemeindeten Dorfes Bozeni (Boschen) wurden noch keinem Zeitalter zugeordnet.
Zur Zeit des Königreichs Ungarn gehörte die heutige Gemeinde dem Stuhlbezirk Maros alsó („Unter-Maros“) in der Gespanschaft Maros-Torda anschließend dem historischen Kreis Mureș und ab 1950 dem heutigen Kreis Mureș an.
Bis 1968 bildeten die beiden Dörfer Corunca und Bozeni eine eigenständige Gemeinde. Anschließend wurden sie in die Gemeinde Livezeni integriert und ab 2004 wurden sie erneut zu einer eigenständigen Gemeinde.

## Bevölkerung
Die Bevölkerung der heutigen Gemeinde Corunca entwickelte sich wie folgt:
| 1850 | 927   | 209   | 609   | - | 109           |
| 1930 | 1.291 | 307   | 824   | 4 | 156           |
| 1977 | 1.918 | 131   | 1.732 | - | 55            |
| 2002 | 1.743 | 142   | 1.563 | 1 | 37            |
| 2011 | 2.785 | 814   | 1.804 | 3 | 164           |
| 2021 | 4.407 | 1.829 | 2.007 | 7 | 564 (53 Roma) |

Seit 1850 wurde auf dem Gebiet der heutigen Gemeinde die höchste Einwohnerzahl und die der Magyaren und Rumänen 2011 ermittelt. Die höchste Anzahl der Rumäniendeutschen (5) wurde 1900 und die der Roma (155) 1930 registriert.

## Sehenswürdigkeiten
- In Corunca das Anwesen der ungarischen Adelsfamilie Tholdalagi, nach unterschiedlichen Angaben, 1830[4] oder 1860[8] errichtet, steht unter Denkmalschutz. Das Anwesen ist heute dem Zerfall gelassen.
- Die reformierte Kirche in Corunca wurde in den Jahren 1769 bis 1778 und die orthodoxe Kirche 1912 errichtet.[6]

## Persönlichkeiten
- Tholdalagi Mihály (158?–1642), in Corunca geboren,[3] war Chronist und Diplomat[9]

## Städtepartnerschaft
- Kincsesbánya in Ungarn